# Château du Haut-Buisson
Le château du Haut-Buisson à Cherré (Sarthe), est une folie de style néo-Louis XV bâtie en 1847, où Alice Heine, princesse de Monaco, recevait avec faste les grandes personnalités de son temps comme Pierre Loti.

## Histoire
Dans ses mémoires 30 ans de dîners en ville, Gabriel Louis Pringué en rappelle la grandeur : 
« Haut-Buisson était un petit château du XVIIIe siècle [sic], aménagé avec le dernier confort anglais. Dans les boiseries du grand salon se trouvaient encastrés les portraits en pied du cardinal de Richelieu par Van Loo, et du duc de Richelieu, ministre de la restauration par Lawrence. Dans la bibliothèque, on pouvait admirer aussi un très beau portrait de femme dû à Clouet, qui me captivait. Les serres de Haut-Buisson étaient magnifiques et la princesse Alice y cultivait des orchidées roses que la reine Alexandra (d’Angleterre) lui avait fait parvenir de Sandringham. »
Les chambres de maîtres et d'invités, les salles de bains, l'office et les pièces de service sont dotés de penderies, de lavabos et de lieux d'aisance en faïence anglaise qui témoignent d'un  cadre de vie moderne extrêmement raffiné pour l'époque. 

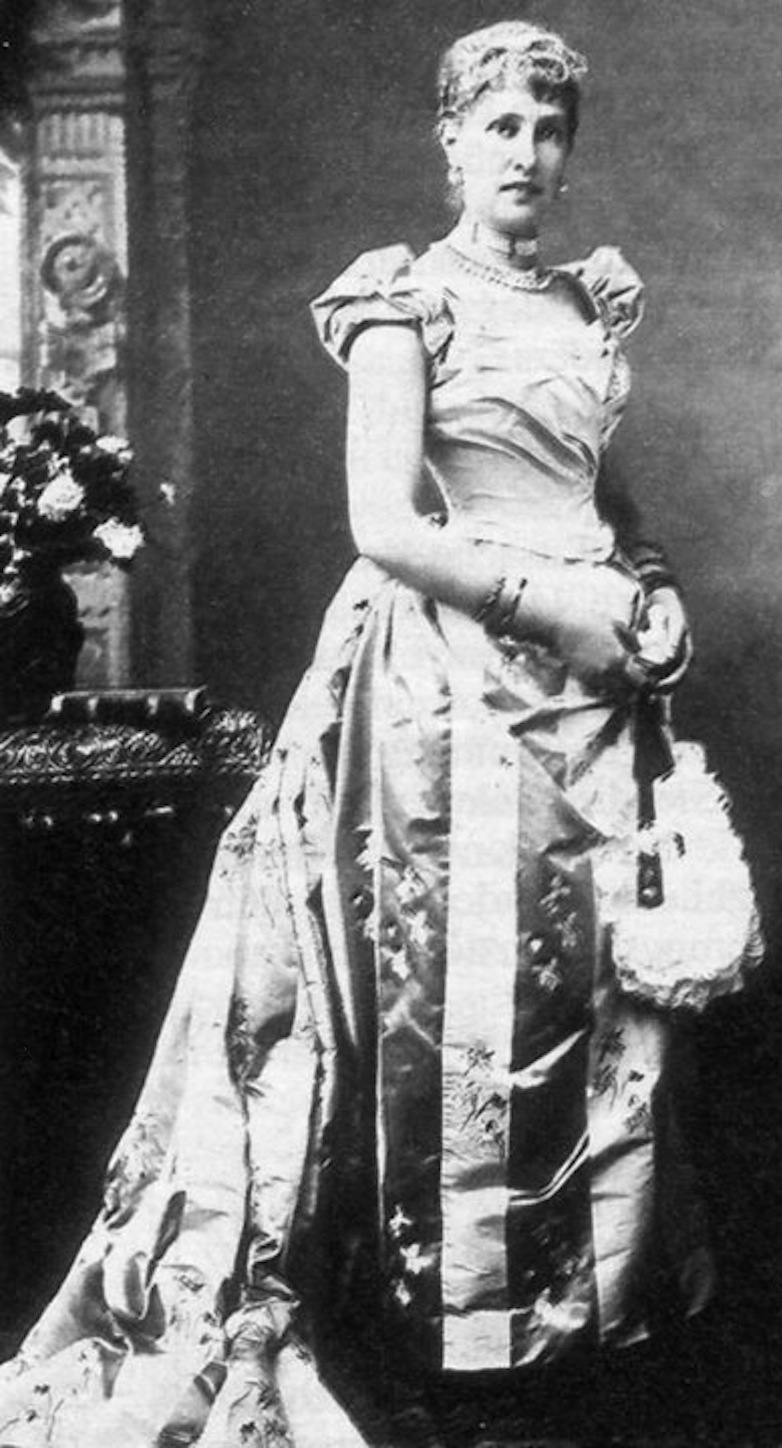
Alice Heine.
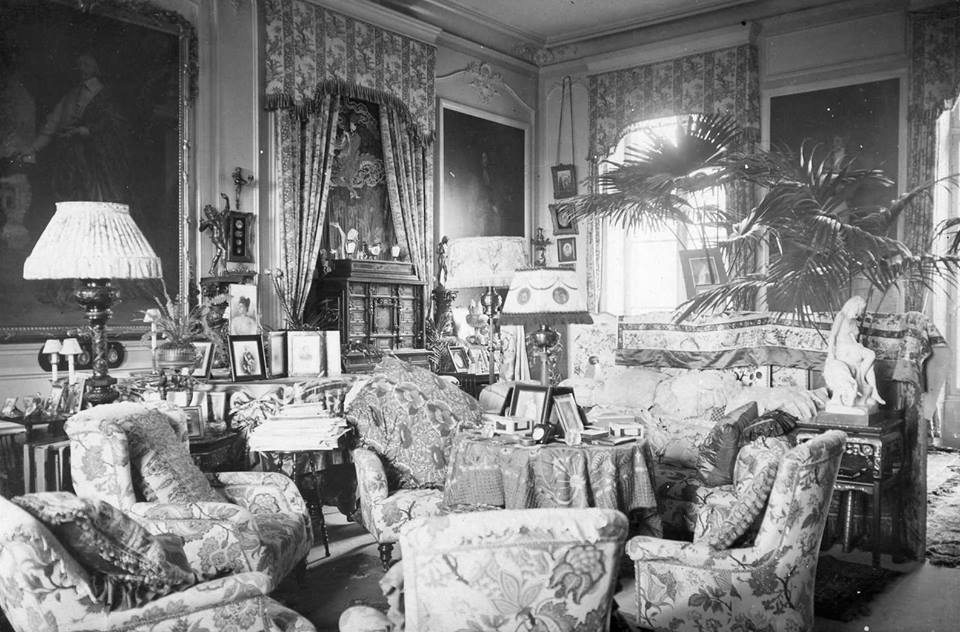
Vue de l'intérieur vers 1900.

## Déclin et projets de renaissance
Depuis cette époque glorieuse, le domaine a connu un sort incertain. Après le décès du fils de la princesse Alice, le 8è duc de Richelieu, le château et l’ensemble des terres ont été légués en 1953 aux universités de Paris pour y créer un département de biologie végétale, mais le site a été progressivement laissé à l’abandon.
La commune de Cherré le rachète à la Sorbonne en 2009 et entreprend de le restaurer. Après avoir monté un dossier pour la mission Bern pour laquelle le château est sélectionné en 2021, la commune nouvelle de Cherré-Au démarre la 1ère tranche de travaux en mars 2022.